# Ctenomys azarae
Туко-туко Азара (Ctenomys azarae) — вид гризунів родини тукотукових, який зустрічається в Аргентині в провінції Ла-Пампа. Вид складається з кількох природно фрагментованих популяцій. Мешкає тільки серед рослинності пісків.

## Етимологія
Вид названий на честь іспанського натураліста Фелікса де Азара (ісп. Féliz de Azara, 1746—1811).

## Загрози та охорона
Серйозною загрозою для цього виду є втрата місць проживання у зв'язку з розширенням сільськогосподарських територій. На природоохоронних територіях не проживає.